# Poecile gambeli
La cincia delle Montagne Rocciose (Poecile gambeli (Ridgway, 1886)) è un uccello appartenente alla famiglia dei Paridi, originario del Nord America.

## Distribuzione e habitat

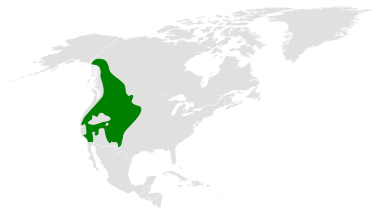
Areale di distribuzione della cincia delle Montagne Rocciose

La cincia delle Montagne Rocciose vive in Alaska, Canada, Stati Uniti continentali e Messico.

## Tassonomia
Comprende le seguenti sottospecie:
- Poecile gambeli atratus (Grinnell & Swarth, 1926)
- Poecile gambeli baileyae (Grinnell, 1908)
- Poecile gambeli gambeli (Ridgway, 1886)
- Poecile gambeli inyoensis (Grinnell, 1918)